# Język totoli
Język totoli, także: tolitoli, tontoli, gage – język austronezyjski używany w prowincji Celebes Środkowy w Indonezji (kabupaten Toli-Toli). Według danych szacunkowych z 2001 roku biegle posługuje się nim 7500 osób (cała grupa etniczna liczy 25 tys.).
Jest zagrożony wymarciem i znajduje się pod presją języka indonezyjskiego. Do redukcji użycia totoli przyczyniają się migracje ludności Totoli, edukacja poza rodzimym regionem oraz obecność ludności napływowej.
Najsilniejszą pozycję ma w czterech wsiach: Diule, Pinjan, Binontoan i Lakuan. Miasto Tolitoli jest w dużej mierze zamieszkiwane przez migrantów z innych grup etnicznych. Jedynie w Nalu (jednej z czterech części miasta) ludność Totoli stanowi większość, przy czym rodzimy język zachował się w ograniczonym zakresie.
Sporządzono skrótowe opisy jego gramatyki (1990, 1991).